# Inquisizioni
Inquisizioni è il primo libro in prosa dello scrittore argentino Jorge Luis Borges, pubblicato nel 1925 dall'Editorial Proa di Buenos Aires in un'edizione limitata di cinquecento copie. 

## Edizioni
L'edizione originale era composta da due copie su carta giapponese e tre copie in carta olandese numerate da 1 a 5 e firmate dall'autore, e 494 copie numerate da 6 a 500. 
Inquisizioni, con altre due opere giovanili, scritte negli anni Venti, la seconda raccolta di saggi La misura della mia speranza (1926, El tamaño de mi esperanza) e L'idioma degli argentini (1928, El idioma de los argentinos), vennero successivamente ripudiate dall'autore, condannate all'oblio, non più ristampate né incluse nelle Obras completas da lui autorizzate nel 1974. 
Questi tre libri trattano tutti, in un modo o nell'altro, singolarmente o interconnettendoli, quattro temiː lingua, tradizione letteraria, criollismo e metafisica, e permettono di cogliere il continuum tra il giovane e il vecchio Borgesː alcuni degli aspetti che lo hanno reso famoso per decenni in seguito sono già delineate in queste prime opere; altri, come ad esempio la sfaccettatura umanista e vitalista e la dimensione più nazionalista, scompaiono nelle opere successive. Il motivo di tale esclusione sarebbe da ricercarsi più che nei concetti critici contenuti, nel linguaggio utilizzato, carico di quelli che Borges in seguito giudicò inutili barocchismi e localismi forzati.
Inquisizioni ritornò alle stampe nel 1994, su autorizzazione dell'erede di Borges, la scrittrice e traduttrice Maria Kodama. È stato tradotto per la prima volta in Italia nel 2001 per i tipi di Adelphi.

## Contenuti
Il libro consiste in una raccolta di saggi, la maggior parte dei quali anticipati in diverse pubblicazioni periodiche, come Proa e Martin Fierro. Il termine "inquisizione", nel significato di processo di ricerca della verità su determinate questioni, o dei fatti relativi a qualcosa, compare in due titoli dei libri di Borgesː Inquisizioni del 1925 e Altre inquisizioni, pubblicato nel 1952. Entrambe queste raccolte di saggi indagano sulla filosofia, il linguaggio, il tempo e altri soggetti tipici borgesiani.
In Inquisizioni compaiono saggi legati alla tradizione ispanica, sia classica che contemporanea (da Quevedo e Diego de Torres Villarroel a Unamuno, Julio Herrera y Reissig, Ramón Gómez de la Serna e Rafael Cansinos Assens), e saggi legati all'eredità culturale anglosassone (da sir Thomas Browne all'Ulisse di Joyce, senza tralasciare la filosofia idealistica di George Berkeley) e al mondo germanico.